# Aeropuerto Nacional Licenciado Miguel de la Madrid
El Aeropuerto Licenciado Miguel de la Madrid o Aeropuerto Nacional de Colima (Código IATA: CLQ - Código OACI: MMIA - Código DGAC: COL), es un aeropuerto nacional que se localiza a 22 kilómetros de la ciudad de Colima, Colima, México. Maneja el tráfico aéreo local de la capital del estado y es operado por Aeropuertos y Servicios Auxiliares, una corporación del gobierno federal.

## Información
El aeropuerto fue incorporado a la red ASA en 1987, cuenta con una superficie de 386 hectáreas aproximadamente y su plataforma para la aviación comercial es de 1.62 hectáreas; además tiene tres posiciones y una pista de 2.3 kilómetros de longitud apta para recibir aviones tipo Boeing 737 y Airbus A320.
Posee estacionamiento propio, con capacidad de 78 lugares y ofrece el servicio de renta de autos y transportación terrestre, además tiene una zona destinada a hangares. 
Para el 2021, Colima recibió a 143,774 pasajeros, mientras que en 2022 recibió a 169,516 pasajeros según datos publicados por Aeropuertos y Servicios Auxiliares. 
Su horario oficial de operación es de las 7:00 a las 19:00.
Fue nombrado en honor al ex Presidente de México Miguel de la Madrid, originario de esta ciudad.

## Aerolíneas y destinos

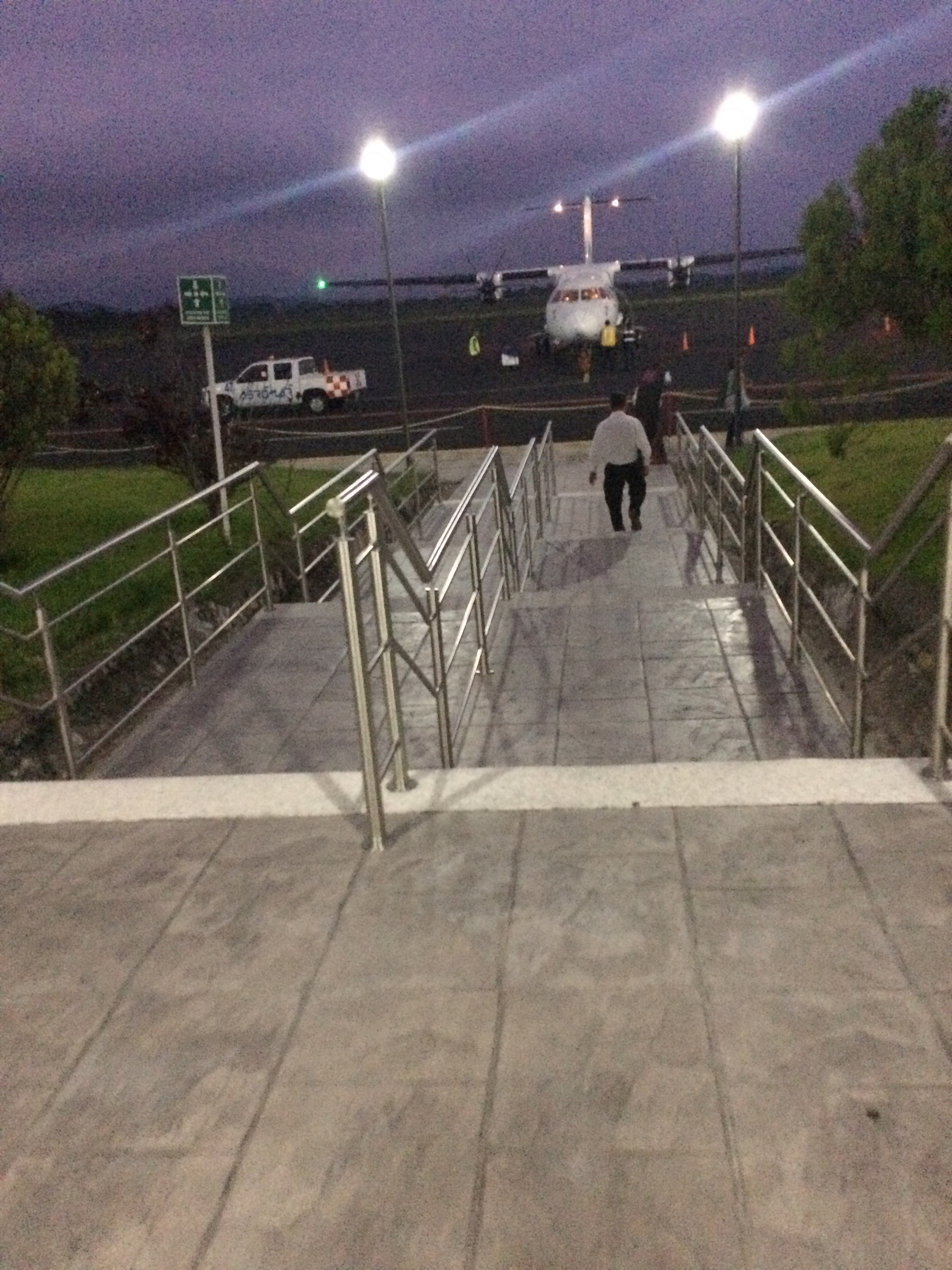
ATR 42 de Aeromar en el aeropuerto.

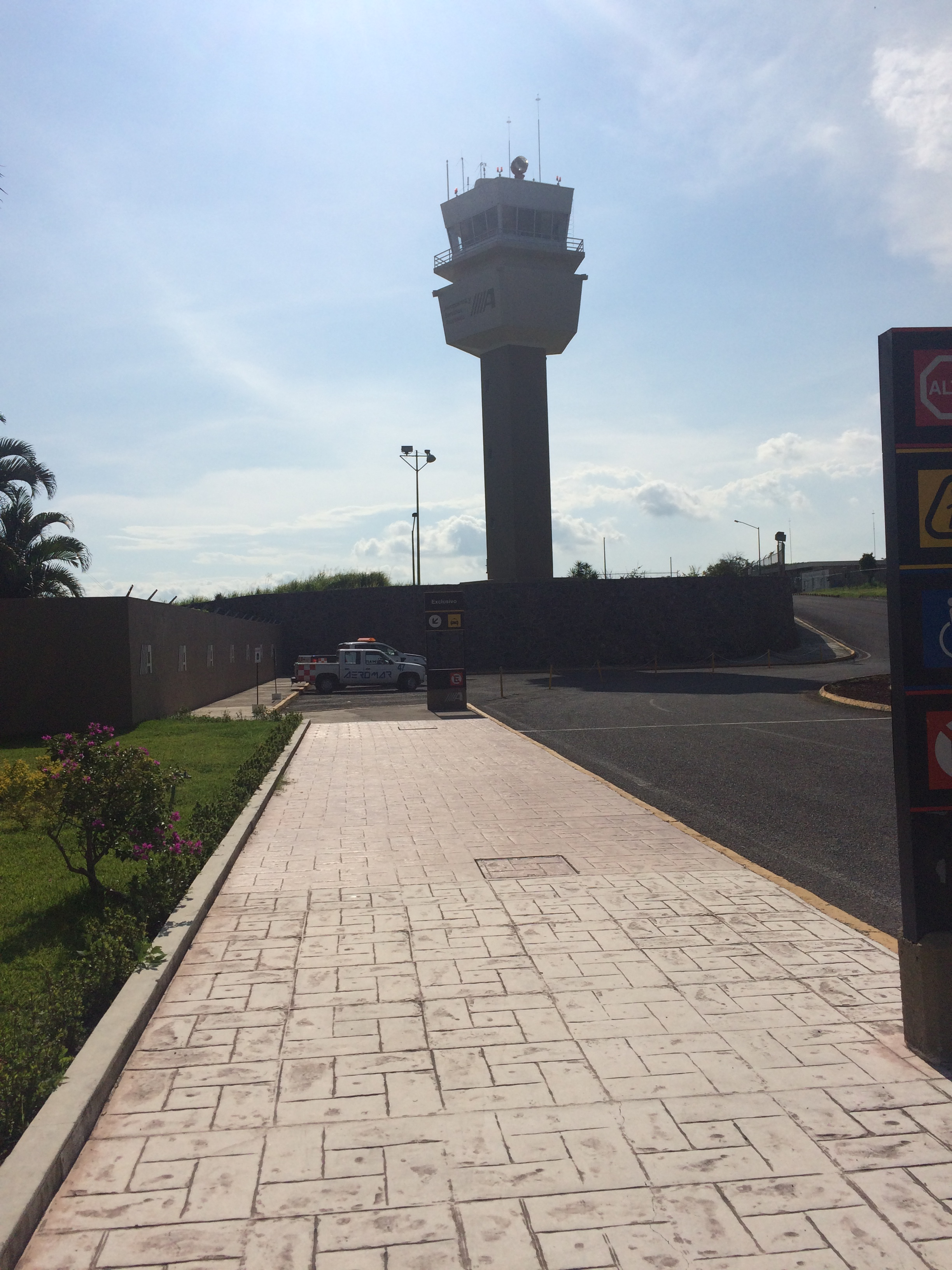
Torre de control del aeropuerto.

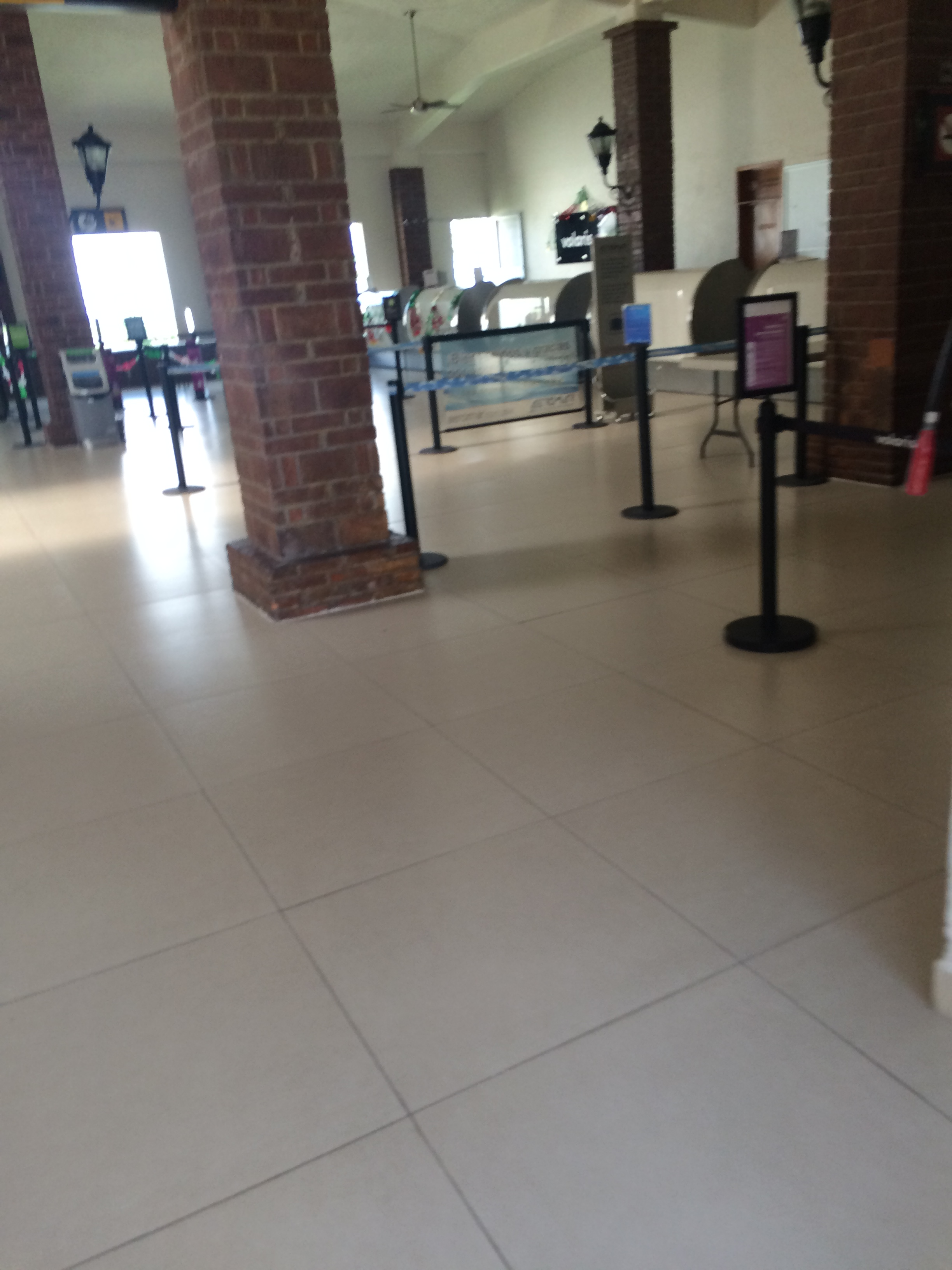
Mostradores de documentación.

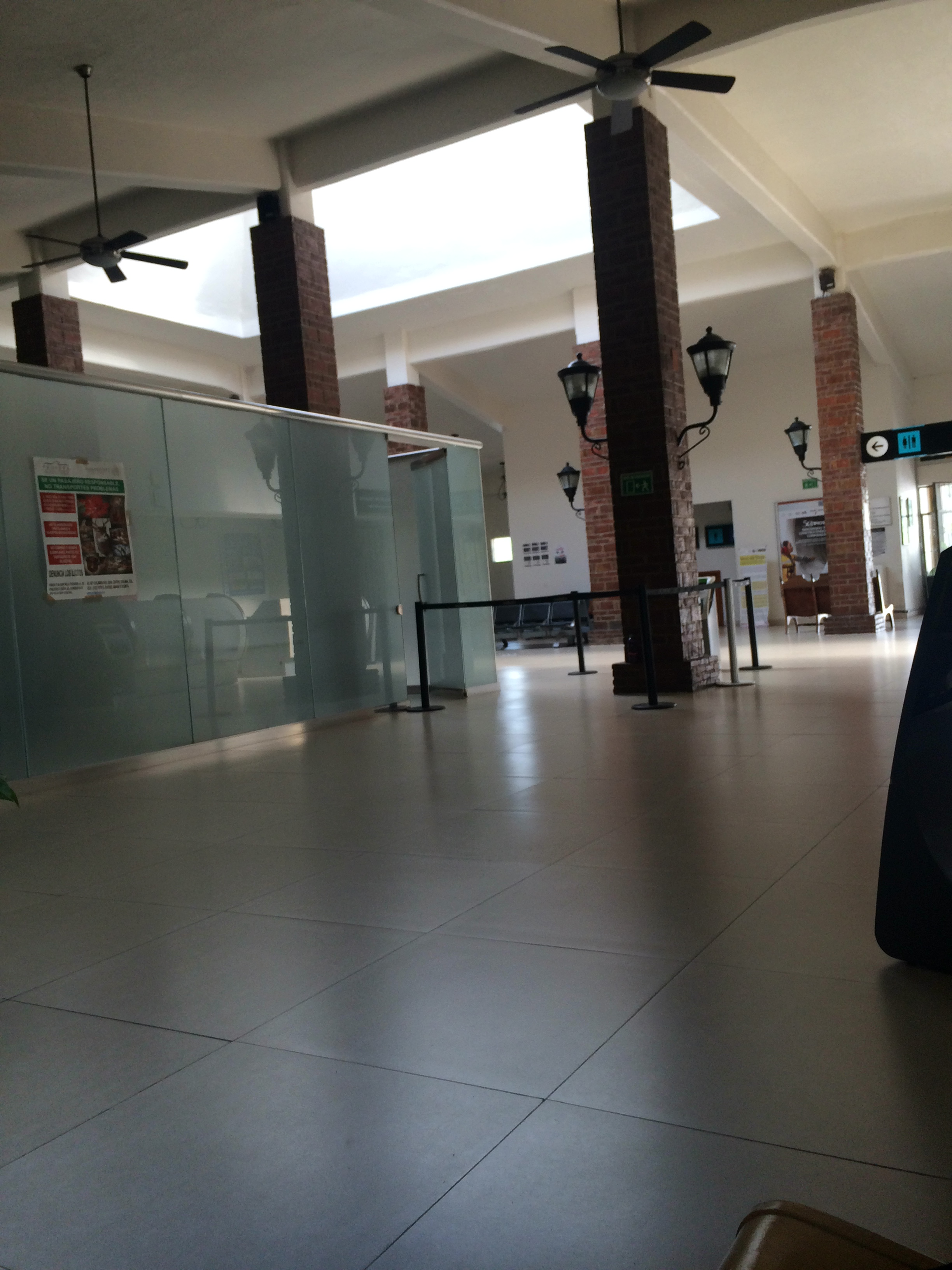
Interior del aeropuerto.

### Pasajeros
| Destinos por aerolínea                                    | Destinos por aerolínea | Destinos por aerolínea | Destinos por aerolínea |
| Aerolínea                                                 | Destinos               |                        |                        |
| --------------------------------------------------------- | ---------------------- | ---------------------- | ---------------------- |
| Aeroméxico Connect                                        | Ciudad de México–AIFA  |                        |                        |
| Volaris                                                   | Tijuana                |                        |                        |
| Total: 2 destinos (nacionales), 2 aerolíneas (nacionales) |                        |                        |                        |

### Destinos nacionales
Se brinda servicio a 2 ciudades dentro del país a cargo de 2 aerolíneas. El destino de Aeroméxico es operado por Aeroméxico Connect.
| Ciudad de México (NLU) | • |   |   | 1 |
| Tijuana (TIJ)          |   | • |   | 1 |
| Total                  | 1 | 1 | 0 | 2 |

## Estadísticas

### Tráfico anual
Según datos publicados por la Agencia Federal de Aviación Civil, en 2022 el aeropuerto recibió 169,516 pasajeros, un incremento del 17.90% con el año anterior. 
| Año  | Pasajeros Totales | cambio en % | Movimiento de carga (t) | Operaciones aéreas |
| 2006 | 101,634           | Sin cambios | 75                      | 5,207              |
| 2007 | 142,272           | 39.98%      | 230                     | 7,432              |
| 2008 | 102,896           | 27.68%      | 92                      | 7,311              |
| 2009 | 43,610            | 57.62%      | 93                      | 5,233              |
| 2010 | 42,979            | 1.45%       | 242                     | 4,418              |
| 2011 | 61,929            | 44.09%      | 89                      | 5,365              |
| 2012 | 106,313           | 71.67%      | 100                     | 6,810              |
| 2013 | 108,265           | 1.84%       | 80                      | 6,169              |
| 2014 | 114,457           | 5.72%       | 105                     | 6,338              |
| 2015 | 113,583           | 0.76%       | 118                     | 6,115              |
| 2016 | 138,962           | 22.34%      | 117                     | 5,999              |
| 2017 | 138,441           | 0.37%       | 107                     | 6,132              |
| 2018 | 155,966           | 12.66%      | 96                      | 5,999              |
| 2019 | 194,471           | 24.69%      | 128                     | 6,311              |
| 2020 | 105,671           | 45.66%      | 36                      | 3,594              |
| 2021 | 143,774           | 36.05%      | 47                      | 3,549              |
| 2022 | 169,516           | 17.90%      | 48                      | 3,726              |
| 2023 | 201,243           |             | 0.45                    | 3,422              |
| 2024 | 212,435           |             | 3                       | 3,937              |
| ---- | ----------------- | ----------- | ----------------------- | ------------------ |

## Renta de autos
- Veico Car Rental

## Accidentes e incidentes
- El 24 de febrero de 2005 partió de Toluca la aeronave IAI 1124 Westwind con matrícula XC-COL, llevando al gobernador Gustavo Vázquez Montes y a otros miembros del gabinete de Colima. La aeronave despegó a las 15:16 de Toluca, 18 minutos después los tripulantes informaron de problemas en la aeronave y que se dirigían al Aeropuerto de Morelia, posteriormente la aeronave se estrelló en una zona montañosa cerca de Tzitzio matando a los 2 tripulantes y a los 5 pasajeros incluido el gobernador.[4]

## Aeropuertos cercanos
Los aeropuertos más cercanos son:
- Aeropuerto Internacional de Manzanillo (104km)
- Aeropuerto Internacional de Guadalajara (141km)
- Aeropuerto Internacional de Uruapan (161km)
- Aeropuerto Nacional de Lázaro Cárdenas (202km)
- Aeropuerto Internacional de Puerto Vallarta (236km)